# Oratorio de Pâques
L’Oratorio de Pâques, en allemand Oster-Oratorium (BWV 249) de Jean Sébastien Bach est une œuvre pour solistes, chœur et orchestre composée à Leipzig en 1735, prenant place dans un ensemble compositionnel d'envergure avec l'Oratorio de Noël composé quelques mois plus tôt, et l'Oratorio de l'Ascension composé un mois plus tard.

## L'œuvre
A l'image des deux autres oratorios de Noël et de l'Ascension, cette œuvre est pour l'essentiel une reprise d'œuvres antérieures, dont on peut  retracer l'origine assez fidèlement.
Cet oratorio résulte en effet d'un travail de parodie de la cantate profane dite « des bergers » BWV 249a donnée le 23 février 1725 à Weissenfels à l'occasion de l'anniversaire du duc Christian de Saxe-Weissenfels. 
Le texte réécrit de l'Oratorio, probablement rédigé par Picander, s'inspire d'un passage des Évangiles dans lequel les apôtres Pierre et Jean, alertés par quelques saintes femmes de l'entourage de Jésus, courent vers son tombeau pour le découvrir vide au matin de Pâques. 
La durée de l'Oratorio de Pâques ne dépassant pas 40 minutes, tendrait à classer cette œuvre comme une cantate plutôt qu'un oratorio. Mais la richesse des deux morceaux instrumentaux initiaux, le soin apporté aux parties vocales et sa place dans les compositions de l'année liturgique 1734/1735 donnent à cette œuvre un caractère bien spécifique.

## Structure
À l'inverse de l'Oratorio de Noël, l'Oratorio de Pâques n'a pas de narrateur mais quatre personnages qui déroulent l'histoire : Simon Pierre (ténor), Jean (basse), Marie-Madeleine (alto) et Marie de Jacques (soprano). Le chœur  intervient dans le Numéro 3 et à la fin.
1. Sinfonia (instrumental)
2. Adagio (instrumental)
3. Duo (ténor-basse) « Kommt, eilet und laufet » (Venez, hâtez-vous)
4. Récitatif (soprano-alto-ténor-basse)
5. Aria (soprano) « Seele, deine Spezereien » (Âme, tes aromates)
6. Récitatif (alto-ténor-basse)
7. Aria (ténor) « Sanfte soll mein Todeskummer » (Mon chagrin mortel peut maintenant s’adoucir)
8. Récitatif (soprano-alto)
9. Aria (alto) « Saget, saget mir geschwinde » (Dis-moi vite)
10. Récitatif (basse)
11. Chœur « Preis und Dank » (Gloire et action de grâce)

Les deux premiers mouvements proviennent probablement d'un concerto pour violon et hautbois aujourd'hui perdu. L'habileté de Jean Sébastien Bach à transformer un matériau initial est confondante : le premier mouvement fait intervenir en plus des cordes, 2 hautbois et un basson, 3 trompettes et 2 timbales. La partie de 1ère trompette est particulièrement redoutable, et nécessitait un virtuose de premier plan qu'assurait très probablement le fameux trompettiste de J S Bach : Gottfried Reiche (en).

## Enregistrements
- Fritz Werner, chœur et orchestre de Pforzheim, avec Maurice André (trompette) et Pierre Pierlot (hautbois), 1 CD Erato 1963.
- John Eliot Gardiner, The English Baroque Soloists, The Monteverdi Choir, Hannah Morrison (soprano), Meg Bragle (alto, voix), Nicholas Mulroy (ténor), Peter Harvey (basse), 1 CD Harmonia Mundi, 2014
- Ton Koopman, Lisa Larsson, Elisabeth von Magnus (sopranos), 1 CD Erato, 1998
- Eugene Ormandy, orchestre de Philadelphie, Temple university concert choir, Robert Page (chef de chœur), Judith Raskin (soprano), Maureen Forrester (alto, voix), Richard Lewis (ténor), Herbert Beattie (basse, voix) : 1 CD Sony 1998
- Wolfgang Gönnenwein, Süddeutsches Kammerorchester Stuttgart, Süddeutscher Madrigalchor (chœur mixte), Teresa Żylis-Gara (soprano), Patricia Johnson (mezzo-soprano), Theo Altmeyer,(ténor), Dietrich Fischer-Dieskau (baryton), Günter Attinger (organiste), 1 disque 33 t the World record club, 1965
- Lorin Maazel, Deutsches Symphonie-Orchester Berlin, RIAS-Kammerchor (chœur mixte), Günther Arndt (chef de chœur), Helen Donath (soprano), Anna Reynolds (alto, voix), Ernst Haefliger (ténor), Martti Talvela (basse), 1 CD Philips lassics Productions, 1997
- Marcel Couraud, ensemble vocal Marcel Couraud, Friederike Sailer (soprano), Margarethe Bence (alto, voix), Werner S. Braun (ténor), August Messthaler (basse), 1 disque 33 t
- Karl Münchinger, Orchestre de chambre de Stuttgart, Chœur de Chambre de l'Académie de Vienne,  Xaver Meyer (chef de chœur),  Elly Ameling (soprano), Helen Watts (alto voix), Werner Krenn (ténor), Tom Krause (basse), 1 disque 33 t Decca, 1968
- Philippe Herreweghe, Collegium Vocale Gent, Barbara Schlick (soprano) , Kai Wessel (alto, voix), James Taylor (ténor), Peter Kooy (basse), 1 CD Harmonia Mundi,

## Source
- Gilles Cantagrel, Les cantates de J.-S. Bach, Paris, Fayard, mars 2010, 1665 p.  (ISBN 978-2-213-64434-9)
- Alberto Basso (trad. Hélène Pasquier), Jean-Sébastien Bach, vol. II : 1723-1750, Paris, Fayard, décembre 1985, 1072 p. (ISBN 2-213-01649-6), p. 387, 481-483